# Carmaux
Carmaux är en kommun i departementet Tarn i regionen Occitanien i södra Frankrike. Kommunen är chef-lieu över 2 kantoner som tillhör arrondissementet Albi. År 2022 hade Carmaux 9 927 invånare.

## Befolkningsutveckling
Antalet invånare i kommunen Carmaux
| Referens: INSEE |